# 日野礼香
日野 礼香（ひの れいか、1987年〈昭和62年〉2月19日 - ）は、日本の元モデル、タレントで、元レースクイーンである。
愛知県名古屋市出身。RQ・モデルとしてはプリッツコーポレーションに所属。タレントとしてはまくびー（Macbee Hollywood Entertainment）と提携していた。愛称はれいちぇる。Youtube上では、CHIERU（ちえる） を名乗っており、SNSでも表記追記されている。

## 来歴

### モデル活動開始〜ドリフトエンジェルスへ
本名は、山本礼香（やまもと れいか）。愛知県名古屋市に生まれ、兄弟姉妹のいない一人っ子として育つ。
小学生の頃からモデルの仕事をしていたが、本格的な活動を始めたのは2008年頃から。中村浩一との出会いを機にF-PROに所属し、2009年のSUPER GTでは『TOMEI SPORTS F-PROレースクイーン』を「礼香」名義で務めていた。
2009年12月に芸名を日野礼香に改名。2010年に上京し、プリッツコーポレーションの事務所に所属した。この頃には『CanCam』の読者モデルを務めたことがあり、同誌の2010年8月号では、職業が「アパレル勤務」となっていた。
2011年、ますあや・Izumiと共に富士スピードウェイのイメージガール『クレインズ』のメンバーとして活動。クレインズメンバーに愛知県出身者が起用されたのは彼女が初めてであった。2012年はトータルベネフィットに所属していた真矢と共にSUPER GT『ENEOS GIRLS』として活動する一方、アップガレージの『ドリフトエンジェルス』（以下「ドリエン」）に加入しユニット活動を行った。この年のドリエンは日野と立花サキ、柴原麻衣の3人が最初に発表された後、森紗羅が追加メンバーとして選ばれ、4人体制となった。ドリエンとしては同年6月のバンコク・インターナショナル・オートサロンにも出演している。
2013年、引き続きドリエンのメンバーとして活動する一方、IA GIRL STARSの一員としてSUPER GT『LEXUS TEAM SARD』のレースクイーンを務めた。IAの相方は当初伊藤舞花が務めていたが、一身上の都合により前田ゆうに交代している。
2014年、3年連続でドリエンに参加し、前年同様キャプテンを務めた他、IA GIRL STARSにも2年連続で参加。この年は3月に福岡アジアコレクションに出演した他、夏には『新劇場版「頭文字D」Legend1 -覚醒-』のイメージガールユニット“Dガールズ”として、荒井つかさや春菜めぐみと共に週刊ヤングマガジンのグラビアを飾った他、新宿ピカデリーでの関連イベントにも参加した。
日野の3年連続ドリエン在籍は当時最長記録だったが、その後2018年に安田七奈が日野に並ぶ3年連続でドリエンメンバーを務めていた。

### レースクイーン大賞受賞〜フレッシュエンジェルズへ
2015年1月、東京オートサロン2015に於いて行われた日本レースクイーン大賞2014の表彰で5代目グランプリに選ばれる。ドリエンメンバーがRQ大賞のグランプリに選ばれたのは、2011年（第2回）の立花サキ以来3年ぶりとなった。
同年2月で28歳になった日野は、同い年で2012年のRQ大賞グランプリである佐崎愛里や、ARTA GALSから異動した林紗久羅、前年にRQデビューした清瀬まちと共に『D'stationフレッシュエンジェルズ』としてRQ・ユニット活動を行う。この年からフレエンは南香織がプロデュースに携わるようになり、日本レースクイーン大賞では、南がデザインしたコスチュームが同年度のコスチュームグランプリを受賞した。
2015年8月21日、東京オートサロンのイメージガール『A-class』の2016年度メンバーに選ばれたことが発表された。選出のきっかけは日本レースクイーン大賞でavex賞も受賞したことであり、2015年4月12日に筑波サーキットで行われた「ハイパーミーティング2015 in 筑波」にゲスト出演した際、その旨をいち早く公表していた。プリッツコーポレーション所属者がA-classメンバーに選ばれたのは、2007年の外咲来未以来9年ぶりとなる。
2016年は引き続きD'stationフレッシュエンジェルズの一員として、SUPER GT 500クラス「Team LeMans WAKO'S」、スーパーフォーミュラ「SUNOCO Team LeMans」のレースクイーンを務める他、同年度のスーパー耐久公式イメージガールとしても活動。スーパー耐久では、2001年度から14年間に亘りイメージガールユニットを手掛けていたスタイルコーポレーションの撤退に伴い、この年からフレエンが公式イメージガールを引き継ぐことになった。また、シーズン開幕後の4月中旬に熊本地震が発生し、オートポリスでのSUPER GTとスーパーフォーミュラが開催中止となったが、S耐ではそれに伴う開催日程の変更は行われなかった。
2016年11月7日の自身のブログにおいて、レースクイーン業から完全卒業することを発表。ブログによれば、RQ大賞を受賞する前から引退を考えていたが、30歳になるわずか3か月前で決断したという。2017年はフレッシュエンジェルズのリーダーを森園れんに譲り、日野はフレッシュエンジェルズの親善大使ならぬ“親善天使（アンバサダー）”として、引き続きD'station関連の仕事に携わった。このオファーを受けた際に日野は「レースクイーンとは違う形で今までお世話になった方々の力になりたい」と意気込んでいたという。

2017年1月13日 - 1月15日の東京オートサロン2017では、フレッシュエンジェルズで共働した清瀬まち、森園れん、堀尾実咲らと共に「avexキャンペーンガール」として参加する他、清瀬と共にA-classの一員としてライブ・パフォーマンスも行っており、2年連続でA-classメンバーを務めたことになった。同年1月28日 - 29日の沖縄カスタムカーショーにもA-classが出演している。
なお、avexが東京オートサロンの協賛から撤退したことに伴い、A-classは2017年度をもって一旦廃止されたが、2021年に復活している。

### モデル業引退〜YouTuberへ

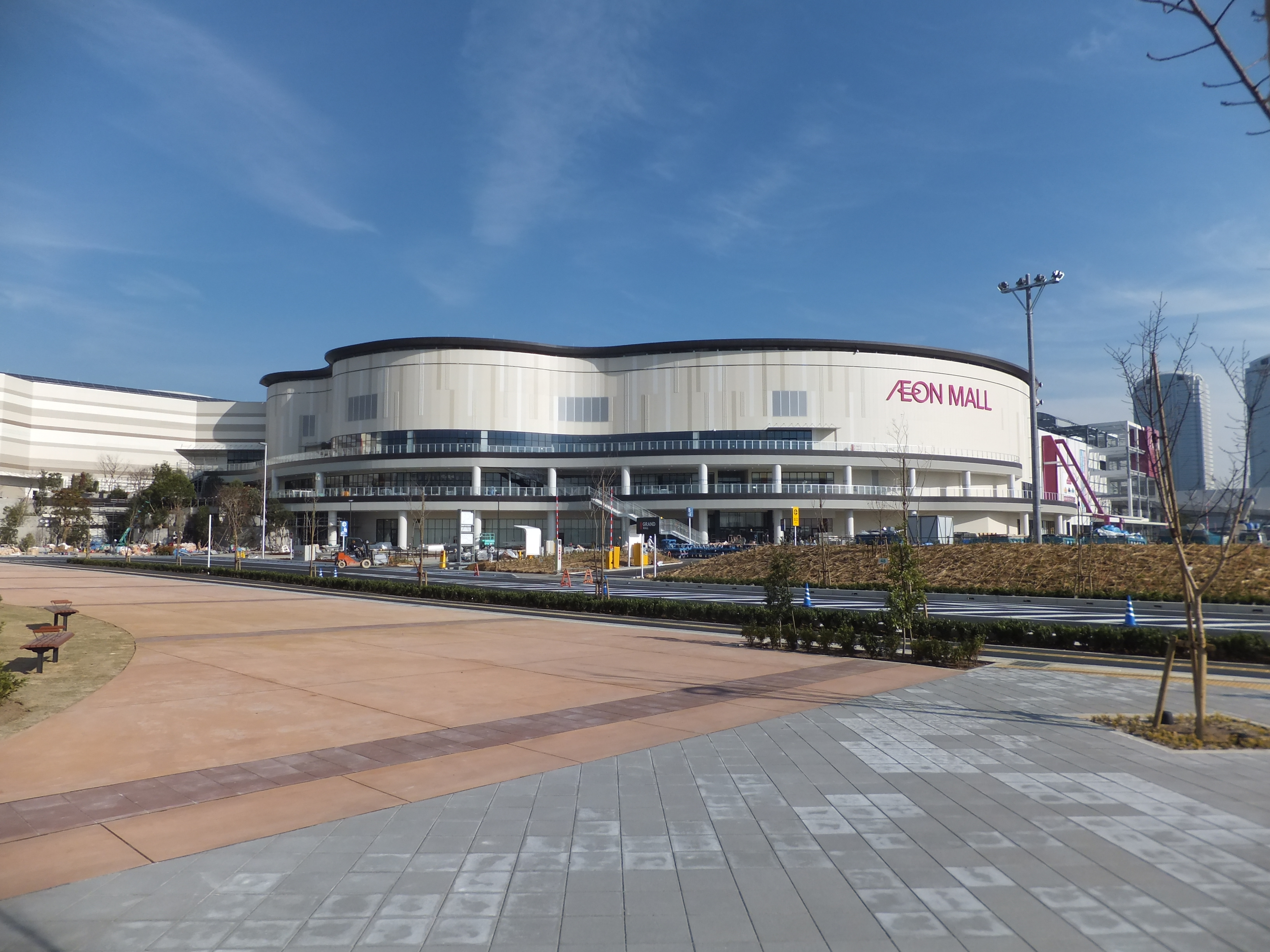
『たそくらよ永遠に』第3部の会場に使用されたイオンシネマ幕張新都心
（イオンモール幕張新都心・グランドモール内）

2018年1月12日 - 1月14日の東京オートサロン2018・アップガレージブースにおいて、千葉悠凪と共に“スーパードリエン”として出演。その中で千葉と共に表舞台から退くことを発表した。同年5月12日、『千葉悠凪&日野礼香 卒業撮影会〜たそくらよ永遠に〜』を開催。天野由加里が企画したこの撮影会では、クライマックス（第3部）の会場にイオンシネマ幕張新都心を使用し華々しい卒業式を実施。これによりモデル・タレント活動に一応の終止符を打った。なお先述の“親善天使”もこの年のフレエン以降は設置されておらず、結果的に単発扱いの企画となっている。
その後2019年、ドリエン10周年記念事業として、歴代ドリエンメンバーが『スーパードリエンサポーターズ』としてコントローラーを務めることになり、日野は同年5月25日 - 26日のSUPER GT第3戦でコントローラーを務めた。そのドリエンも同年いっぱいで活動休止することになり、11月30日開催の『ドリエン10周年記念祭』では、ドリエンの後輩である村上麻莉奈、横田りかと共にパフォーマンスを行った。
2020年5月16日、自身のYouTubeチャンネル『ChieruCutieLabo』（当初のタイトルは「ズボラちえるの女子力修行」）を開設。その中で、現在は会社で受付の仕事をしていると明かした。同チャンネルでは主に美容・コスメ系を取り上げており、2021年4月1日からは、BitStarアカデミーの所属クリエイターとなっている。
2021年11年5日に開設した趣味のおこもりステイ、時々旅行のvlogのYouTubeチャンネル「スカートで旅するCHIERU」は、2023年1月17日にチャンネル登録者数が10万人を越えを発表しており、2023年2月19日に銀の盾を受け取った報告している。2025年2月10日時点で、チャンネル登録者が24万人。

## 人物
- コスプレ好きのアニメおたく。中学時代からコスプレにハマり、2012年時点で20着以上所有[20]。私生活でもコミックマーケットで毎年コスプレを披露している[TW 4]。
- 好きなアニメは『ゴクドーくん漫遊記』『魔法少女リリカルなのは』『ラブライブ!』など。各アニメの推しキャラは『ニアリー・ザ・プリンス』『フェイト・テスタロッサ』『南ことり』『東條希』『矢澤にこ』である。
- 特技はピアノ、テニス。ピアノは幼稚園から高校まで習い[ブログ 32]、テニスは中学時代の部活で習った[ブログ 33]。
- 2歳下の野呂陽菜と仲が良く、仕事以外でも交流が深い[ブログ 34]。また、2014年のIA GIRL STARSで共働した小越しほみ[ブログ 16][ブログ 31]は、日野を「レースクイーンとしてお手本以上の存在」にしていたという[ブログ 35]。先述のYouTubeチャンネルでは、2020年10月29日に日野・小越・西村いちかの3人で箱根小旅行した時の模様も収められている[動画 3]。
- 『しーぴょん』という名前の猫を中学時代から飼っていたが、2014年の東京オートサロン開催期間中に亡くなっている[ブログ 36]。

### 受賞歴
| 年月日    | コンテスト                 | 受賞                                    |
| --------- | -------------------------- | --------------------------------------- |
| 2013年1月 | 日本レースクイーン大賞2012 | テレビ東京賞                            |
| 2014年1月 | 日本レースクイーン大賞2013 | クリッカー賞 & 福岡アジアコレクション賞 |
| 2015年1月 | 日本レースクイーン大賞2014 | グランプリ & avex賞                     |

- 日本レースクイーン大賞2012でテレビ東京賞を受賞（2013年1月発表・表彰）。
- 日本レースクイーン大賞2013でクリッカー賞、福岡アジアコレクション賞を受賞（2014年1月発表・表彰）。
- 日本レースクイーン大賞2014でグランプリ、avex賞を受賞（2015年1月発表・表彰）。

※日本レースクイーン大賞においては、昭和生まれのグランプリ受賞者は彼女が最後となった（2022年1月現在）。

## 作品

### シングル
ドリフトエンジェルス
- Wonder FLY（2012年4月24日） - EAN 4580327581056。
- make own（2013年4月24日） - EAN 4580327581094。
- My generation（2014年4月9日） - EAN 4580327581131。

### アルバム
A-class
- TOKYO AUTO SALON 2016 presents EVOLUTION #12[注 16]
  - 曲名『Let's Get A Party Night!』『Jumpin' -2016 Version-』
- TOKYO AUTO SALON 2017 presents EVOLUTION #13[注 17]
  - 曲名『Enjoy Love Happy Time!』[13]

### 映像作品
- 恋心〜もっと見つめて〜（2010年8月20日） - EAN 4571211607921。
- 2013 Drift ANGELS（2013年8月26日） - EAN 4580327584002。
- 2014 Drift ANGELS（2014年）

## 出演

### テレビ
- もえ×こん（テレビ東京）
  - （2012年3月26日 - 3月30日） - 5夜連続D1特集に「ドリエン」メンバーとしてゲスト出演。
  - （2013年2月23日） - 「日本レースクイーン大賞」テレビ東京賞受賞記念として出演。
- マツコの知らない世界（2013年4月 - 6月、TBS） - 番組情報宣伝ガール。
- チャージ730!（テレビ東京）「どーなっチャージ!」コーナーリポーター
  - （2015年11月26日） - 独身女性向け「おひとりさまサービス」編[ブログ 37][TW 5]
  - （2016年1月25日） - アイデアレストラン編[TW 6]
  - （2016年2月1日） - 恵方巻編[TW 7]
  - （2016年2月22日） - レトルト食品編[22]
- アニメ好きはカレー好き!?「コスプレバトル特別編」（2017年2月28日、TOKYO MX）- 森紗羅と共演[ブログ 38]

### CM
- eライフ（2010年）[動画 4]
- GMOクリック証券（2012年）

### イベント
- CP+「大日本印刷ブース」（2011年）[ブログ 40]
- 東京ゲームショウ

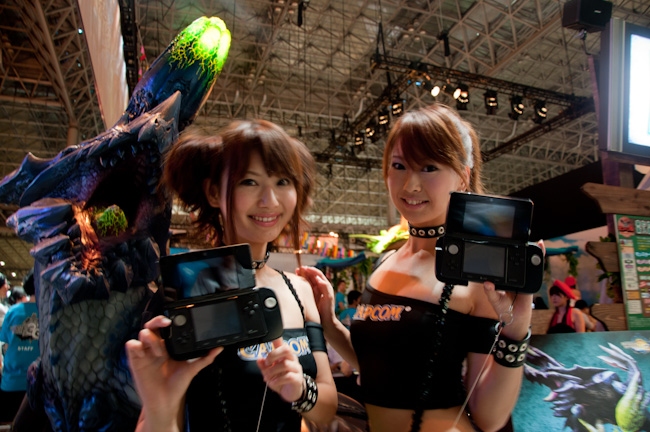
(2011年9月15日、東京ゲームショウ・CAPCOMブース)

  - 「CAPCOMブース」（2011年、2013年、2014年[ブログ 2]）
  - 「バンダイナムコエンターテインメントブース」（2016年）[ブログ 1]
- 東京モーターショー
  - 「YAMAHAブース」（2011年）[ブログ 41]
  - 「日野自動車ブース」（2017年）[ブログ 42]
- JAPANドラッグストアショー
  - 「サンスターブース」（2012年[ブログ 43]）
  - 「エーザイブース」（2013年 - 2017年）[ブログ 44][TW 8]

#### 東京オートサロン出演歴
| 年     | 出演ブース              | 備考                                                                              |
| ------ | ----------------------- | --------------------------------------------------------------------------------- |
| 2011年 | ヨコモ                  | 共演：森江朋美、相沢やすか                                                        |
| 2012年 | 富士スピードウェイ      | クレインズとして出演                                                              |
| 2013年 | アップガレージ          | ドリフトエンジェルスとして出演                                                    |
| 2014年 | アップガレージ          | ドリフトエンジェルスとして出演                                                    |
| 2015年 | アップガレージ          | ドリフトエンジェルスとして出演                                                    |
| 2016年 | イメージガール“A-class” | 同年の福岡カスタムカーショー、 バンコク・インターナショナル・オートサロンにも出演 |
| 2017年 | avexキャンペーンガール  | A-classとしてパフォーマンスも行う 同年の沖縄カスタムカーショーにも出演            |
| 2018年 | アップガレージ          | 千葉悠凪と共に“スーパードリエン”として出演                                        |

## 書籍
- CityParadise（2009年、ワークスジャパン） - パラダイスガール。同期メンバーには後に日野と同じ事務所に所属する大山美保・伊藤葵がいる。